# Frugarolo
Frugarolo – miejscowość i gmina we Włoszech, w regionie Piemont, w prowincji Alessandria.
Według danych na styczeń 2010 gminę zamieszkiwały 2002 osoby przy gęstości zaludnienia 73,5 os./1 km².